# Dipartimento di Chacabuco (Chaco)
Chacabuco è un dipartimento argentino, situato nella parte occidentale della provincia del Chaco, con capoluogo Charata.

## Geografia fisica
Esso confina con i dipartimenti di Nueve de Julio, O'Higgins, Mayor Luis Jorge Fontana, Doce de Octubre, e con la provincia di Santiago del Estero.

## Società

### Evoluzione demografica
Secondo il censimento del 2001, su un territorio di 1.378 km², la popolazione ammontava a 27.813 abitanti, con un aumento demografico del 20,85% rispetto al censimento del 1991.

## Amministrazione
Nel 2001 il dipartimento comprendeva il solo comune (municipio in spagnolo) di Charata.